# Auguste Bravais
Auguste Bravais (n. 23 august 1811, Annonay, Ardèche, Franța – d. 30 martie 1863, Le Chesnay, Seine-et-Oise, Franța) a fost un fizician francez, cunoscut mai ales pentru cercetările sale în domeniul cristalografiei (vezi și: rețea Bravais). A mai studiat: magnetismul, aurorele polare, meteorologia, astronomia, hidrografia.